# عوني بشير
عوني بشير (1945 - 1998م)، هو كاتب صحفي فلسطيني. 
وُلد عوني بشير في قرية أبو شوشة قضاء الرملة بفلسطين عام 1945م، وعاش مأساة النكبة والتهجير، فأقام في الأردن ثم في لبنان، وعمل في الإمارات العربية المتحدة، إلى أن استقر في لندن في مطلع الثمانينيات من القرن العشرين، عمل في مجلة «الموقف» ثم «التضامن» إلى ان استقر به المقام في مطبوعات الشركة السعودية للأبحاث والتسويق، وتحديداً في مجلة «المجلة» و«سيدتي» و«جريدة الشرق الأوسط»، وعُرف بأسلوبه الساخر مع عمق الفكرة والمحتوى، وحرصه على الأساسيات القومية والوطنية.

## من مؤلفاته
- كتاب: مربط الخيل

## وصلات خارجية
- عوني بشير.. السخرية الفائضة عن الألم